# Alan Grafen
Alan Grafen – szkocki biolog ewolucyjny i etolog, profesor biologii teoretycznej w St John's College w Oksfordzie. Doktoryzował się na Uniwersytecie Oksfordzkim, gdzie jego promotorem był Richard Dawkins. W 2006 roku wraz z innym dawnym studentem Dawkinsa, Markiem Ridleyem, Grafen współredagował książkę Richard Dawkins. Ewolucja myślenia, jest też autorem jednego z jej rozdziałów. Bada różne aspekty etologii, wprowadził m.in. pojęcie „rozdzielonego” stosunku płci (split sex ratio), przedstawił też matematyczne potwierdzenie hipotezy upośledzenia przedstawionej (w formie opisowej, niematematycznej) przez Amotza Zahaviego. W 1989 roku Dawkins napisał o Grafenie, że jego „najbardziej irytującą przywarą jest to, że ma rację” (w kontekście dyskusji nad poprawnością hipotezy upośledzenia). W 2011 roku za wkład w ekologię behawioralną został wybrany członkiem (fellow) Towarzystwa Królewskiego.